# Heinrich Robert Stöckhardt
Heinrich Robert Stöckhardt (auch: Heinrich Robert Stoeckhardt) (* 11. August 1802 in Glauchau; † 10. Oktober 1848 in St. Petersburg) war ein deutscher Jurist und Professor.

## Familie
Heinrich Robert Stöckhardt entstammt der Gelehrtenfamilie Stöckhardt.
Er war der Sohn von Gerhard Heinrich Jacobjan Stöckhardt (* 28. März 1772 in Schwepnitz, † 28. Oktober 1830 in Bautzen), der als Pastor in Glauchau und später am Dom St. Petri in Bautzen tätig war und dessen Ehefrau Johanna Juliane Theophila geb. Pinder (* 27. April 1772 in Oelsnitz, † 16. März 1811 in Bautzen).
Seine Geschwister waren:
- Gerhard Julius Stöckhardt (* 1. Juni 1800 in Glauchau, † 28. Januar 1825), designierter Bürgerschullehrer;
- Hermann Eduard Stöckhardt (* 24. Oktober 1803 in Glauchau, † 24. Dezember 1845 in Lichtenstein), Kaufmann in Glauchau;
- Gustav Albin Stöckhardt (* 20. Februar 1805 in Glauchau, † 11. Februar 1855), Verdienste während der Cholera-Epidemie in Glauchau;
- Aurora Stöckhardt (* 1807 in Glauchau, † 1809).

Seine Halbgeschwister aus der zweiten Ehe seines Vaters mit Erdmuthe Wilhelmine geb. von Leonhardi (* 1. April 1778 in Weida; † 4. März 1820 in Bautzen), eine Tochter des Kommodore von Leonhardi, der ein holländischer Flottenkapitän und ehemaliger Gouverneur von Ceylon war:
- Ernst Hermann Stöckhardt (* 1812 in Bautzen),
- unbekannt Stöckhardt (* 1813 in Bautzen),
- Hermann Constanz Stöckhardt (* 7. Oktober 1814 in Bautzen, † 8. November 1875 in Dresden), Gutsbesitzer und Versicherungskaufmann in Dresden;
- Ernst Theodor Stöckhardt (* 4. Januar 1816 in Bautzen, † 27. März 1898 in Bautzen), Agrarwissenschaftler.

Heinrich Robert Stöckhardt war seit dem 16. Mai 1828 in Bautzen mit Emilie geb. Voigt (* 17. September 1803 in Naumburg, † 12. August 1871 in Kösen). Seine Kinder waren:
- Clara Henriette Marie Stöckhardt (* 13. Oktober 1829 in Bautzen, † 6. Februar 1897 in San Remo), Malerin in Italien,
- Julie Emilie Louise Stöckhardt (* 26. November 1838 in St. Petersburg),
- Julius Reinhold Stöckhardt (* 6. April 1831 in Bautzen, † 29. Januar 1901), Ministerialbeamter und Komponist, er gehörte zum Freundeskreis von Theodor Fontane und Clara Schumann;
- Hermann Stöckhardt (* 18. März 1833 in St. Petersburg, † 6. März 1835),
- Carl Robert Stöckhardt (* 29. März 1835 in St. Petersburg, † Dezember 1880), Fotograf und Dekorationsmaler in Gotha und den USA
- Woldemar Heinrich Julius Stöckhardt (* 3. Februar 1840 in St. Petersburg),
- Friedrich Heinrich Stöckhardt (* 14. August 1842 in St. Petersburg, † 4. Juni 1920 in Woltersdorf), Architekturprofessor
- Ernst Gerhard Stöckhardt (* 25. Juli 1845 in St. Petersburg), Schriftsteller und Herausgeber der Zeitschrift „Deutsche Adelschronik“

## Beruf

### Ausbildung
Heinrich Robert Stöckhardt wurde von seinem Vater im Elternhaus unterrichtet und besuchte nach dem Umzug nach Bautzen das dortige Gymnasium, hierbei wurde er vom dortigen Rektor, Karl Gottfried Sibelis (1769–1843) in Sprachen und Altertümer Roms und Griechenlands unterrichtet.
1820 begann er ein Jurastudium an der Universität in Leipzig und hörte dort philologische Vorträge von Gottfried Hermann, Psychiatrie bei Johann Christian August Heinroth, sowie zur Lehre zum Römischen Recht durch Christian Gottlieb Haubold. Er erhielt seinen Magister 1824 und habilitierte am 10. Juni 1826 als Privatdozent an der Universität in Leipzig. Er verteidigte am 26. September 1826 seine Dissertation „De coeli in generis humani cultum vi ac potestate. Pars I. Reliquas praeter jurisprudentiam litteras et artes complectens. Pars II. De coeti vi in jure conspicua“, in der er Analysen zum Einfluss des Klimas auf Geist, Körper und die Entwicklung von Wissenschaften und Künsten vorstellte – in dieser Zeit war er mit dem Physiologen Alfred Wilhelm Volkmann befreundet. Er trug bis 1828 in den Fächern Naturrecht, Enzyklopädie, Methodologie und einzelne Lehren des Römischen Rechts vor. Während des Studiums komponierte er lyrische Stücke für Piano und hatte Verbindungen bis nach Dresden zu Elise von der Recke und Christoph August Tiedge.

### Laufbahn
Nach dem Tod seiner Mutter 1811 und dem Tod seiner Stiefmutter 1820 sowie seines Bruders Gerhard Julius 1825 beendete er 1828 beim bevorstehenden Tod seines Vaters die theoretische Laufbahn und wurde Königlich Sächsischer Rechts-Konsulent in Bautzen.
1831 wurde er als Professor des Römischen Rechts am Kaiserlichen Pädagogische Hauptinstitut in St. Petersburg berufen, gleichzeitig erfolgte die Ernennung zum Kaiserlich Russischen Hofrat. Fürst Christoph von Lieven, ein Ratgeber von Zar Nikolaus, erteilte ihm Unterricht in der russischen Sprache. 1835 wurde die Kaiserliche Rechtsschule in St. Petersburg gegründet und Heinrich Robert Stöckhardt als Professor der Enzyklopädie und vergleichenden Rechtswissenschaften zu seiner anderen Professur berufen, allerdings wurde 1847 die Professur des Römischen Rechts aufgehoben, weil seine Gönner, Lieven und Sergei Semjonowitsch Uwarow, wegen des steigenden Einflusses der altrussischen Partei ihre Stellungen verloren, deswegen erhielt er am Pädagogischen Hauptinstitut nur die Professur der Römischen Sprache, Literatur und Altertumswissenschaft.
Nach seinem Tod wurde Heinrich Robert Stöckhardt in St. Petersburg beigesetzt. Auf seinen Wunsch hin wurde sein Herz nach Naumburg überführt, wohin auch seine Ehefrau mit sieben Kindern zog.

## Mitgliedschaften
- Mitglied der Freimaurerloge "Zur goldnen Mauer" in Bautzen, die eine Gründungsloge der Großen Landesloge von Sachsen war.
- Mitglied und Sekretär der Oberlausitzischen Gesellschaft der Wissenschaften.

## Auszeichnungen
- Die russische Regierung erhob ihn in den russischen Adelsstand und ernannte ihn zum Kollegienrat, später zum Staatsrat.
- Ihm wurde der Unterricht der Töchter des Großfürsten Michael in den Staats- und Rechtswissenschaften anvertraut.
- Er erhielt den Annen-, den Wladimir- und 1842 den Stanislaus-Orden 2. Klasse.

## Veröffentlichungen (Auswahl)
- Die Wissenschaft des Rechtes oder das Naturrecht in Verbindung mit einer vergleichenden Critik der positiven Rechtsideen. Leipzig, Karl Heinrich Reclam 1825
- Procancellarius D. Carolus Einert ... solemnia inauguralia summorum in utroque iure honorum viro ... Henrico Roberto Stoeckhardt. Inest meditationum ad ius cambiale specimen II. De iure et actione praesentantis per vim maiorem impediti .... Lipsiae, 1826 (GBS)
- De coeli in generis humani cultum vi ac potestate, pars prior reliquas praeter jurisprudentiam litteras et artes complectens. Lipsiae impressit Breitkopf et Haertel (in Commissis C. H. Reclam), 1826 (GBS)
- De coeli vi in iure conspicua : dissertationis de coeli in generis humani cultum vi ac potestate pars altera. ... Publice defendet auctor Henricus Robertus Stoeckhardt. Lipsiae in Commissis C. H. Reclam, 1826 (GBS)
- Tafeln zur Geschichte des Römischen Rechts. Als Leitfaden bei Vorlesungen. Leipzig, J. Sühring, 1828
- Ueber den Unterschied des Dolus civilis vom Dolus criminalis, in: Themis Bd. 2, 1830
- Ihrem Wichmann: die dankbaren Freunde in St. Petersburg, bei dessen Abgange im August 1832. St. Petersburg, Kray, 1832
- De juris Justinianei in generis humani cultum insigni merito: orationem, quae inest, ad memoriam Pandectarum et Institutionum Justiniani ante hos mille et trecentos annos pleno valore munitarum pie recolendam ... habuit ...", mit: "Adiecta est Juschkowii ... oratio ius Justinianeum cum novissimo iuris Rossici codice componens", Petropoli, Kray, 1834
- Statistisch-Historische Nachricht über das Kaiserlich Russische Pädagogische Hauptinstitut zu St. Petersburg, in: Dorpater Jahrbücher für Litteratur, Statistik und Kunst, 1836
- Allgemeine juristische Fundamentallehre: Zugleich als erste Lieferung eines Lehrbuches der juristischen Einleitungswissenschaften, insbesondere für Russland. St. Petersburg, Eggers und Pelz, 1837
- De recta jurisconsulti eruditione proximo justitiae fonte oratio. 1840
- Juristische Propaedeutik oder Vorschule der Rechtswissenschaft, zunächst für die Kaiserliche Rechtsschule zu St. Petersburg. St. Petersburg, Eggers und Pelz 1838; Leipzig, Ernst Goetz, 1843
- De fructibus iis, quos, qui iureconsulti non sunt e iurisprudentia percipere possint: Oratio in solemnibus publicis, quibus iuvenes ex primario professorum seminario, quod Petropoli floret, studiis peractis dimissi sunt. Petropoli, 1845
- Hauboldi, splendidissimi inter jurisconsultos recentiores philologi, memoria. Petropoli, 1847